# Hendrik Jansen van Barrefelt
Hendrik Jansen van Barrefelt (c.1520 – c.1594) est un théoricien chrétien évangélique.

## Biographie
Hendrik Jansen van Barrefelt naît vers 1520, à Barneveld, dans la province néerlandaise de Gelderland aux Pays-Bas. Il se marie vers 1550. Ancien disciple de Menno Simons, chef de file des chrétiens évangéliques anabaptistes, Van Barrefelt devient disciple du théoricien allemand Heinrich Niclaes. En 1573, Hendrik van Barrefelt a une vision, se faisant alors appeler "Hiël". Peu de temps après cette vision, il rompt avec Niclaes et commence à écrire ses propres œuvres.
Hendrik Jansen van Barrefelt décéda vers 1594 à Cologne en Allemagne.

## Postérité
Ses adeptes sont appelés « Hiëlistes ». Parmi ses disciples, il est possible de mentionner Christophe Plantin, imprimeur-éditeur à Anvers et à Leyde. 
Le théologien réformé Pierre Poiret fut également influencé par Barrefelt.

## Biographie
- Hamilton, Alastair, Hiël and the Hiëlists: The Doctrine and Followers of Hendrik Jansen van Barrefelt, Quaerendo, 7, 1977.